# Xiang Liu (autor)
Xiang Liu es un autor y orador chino residente en Estados Unidos.  Es autor del libro A World Split in Two: Generational Division. Actualmente es el principal organizador de TEDxYouth@ElliotStreet, Inc., una organización sin fines de lucro 501c(3) con sede en Newton, y también un acto público TEDxYouth.
Liu es también el propietario y director de los Super Meteors, un Club de Baloncesto certificado por la Amateur Athletic Union.
Xiang “Leo” Liu
Founder, Director & CEO of Super Meteors (AAU Basketball Club), TEDx Organizer & Speaker, Author, Entrepreneur.
The Youth are Less than 30% of our Population, but 100% of our Future. -Xiang Liu

## Vida y carrera
Liu nació en Harbin, China. Emigró a Hong Kong con su familia cuando tenía 5 años. A los 12 años, Liu se trasladó a los Estados Unidos con su familia, donde fue seleccionado para hablar en TEDxEustis en enero de 2022.  Fue el orador más joven que la organización había incluido alguna vez en el programa.
En febrero de 2022, Liu fundó el club de baloncesto AAU Super Meteors. En verano de 2022, Liu publicó su primer libro, A World Split in Two: Generational Division. Además, a principios de 2022, Liu Xiang fundó Educate the Globe, un podcast en el que se debaten principalmente diversos aspectos de la educación.